# Thanásis Papázoglou
Pour les articles homonymes, voir Papazoglou.
Athanásios « Thanásis » Papázoglou (grec moderne : Αθανάσιος «Θανάσης» Παπάζογλου) est un footballeur grec né le 30 mars 1988 à Thessalonique. Il évolue au poste d'attaquant au Dinamo Bucarest.

## Carrière
- 2006-2009 : Aris Salonique ( Grèce)
- 2009-2012 : PAOK Salonique ( Grèce)
  - fév. 2011-2011 : Asteras tripolis ( Grèce) (prêt)
- 2012-2014 : OFI Crète ( Grèce)
- 2014-2015 : Atromitos FC ( Grèce)
- depuis 2015 : KV Courtrai ( Belgique)
  - jan. 2017-2017 : Roda JC ( Pays-Bas) (prêt)
  - depuis 2017 : Aalesunds FK ( Norvège) (prêt)